# 1850-ті у футболі
Нижче наведені футбольні події 1850-х років у всьому світі.

## Події
- 30 квітня 1855 — побудовано найстаріший нині діючий футбольний стадіон — «Бремолл Лейн»,
- 24 жовтня 1857 — засновано найстаріший нині існуючий футбольний клуб — «Шеффілд».

## Народились
- 1 січня 1850 — Чарльз Ченері — англійський футболіст.
- 13 березня 1850 — Альфред Гудвін — англійський футболіст
- 14 березня 1850 — Френсіс Бірлі — англійський футболіст
- 23 квітня 1850 — Арнольд Кірк-Сміт — англійський футболіст
- 27 травня 1850 — Чарльз Моріс — англійський футболіст
- 15 червня 1850 — Джон Чарльз Клегг — англійський футболіст
- 20 липня 1850 — Катберт Оттавей — англійський футболіст

- 7 жовтня 1851 — Александер Бонсор — англійський футболіст.
- 21 квітня 1852 — Вільям Клегг — англійський футболіст
- 25 січня 1854 — Сегар Бастард — англійський футболіст
- 1 червня 1855 — Вальтер Бачанан — англійський футболіст
- 6 березня 1856 — Горас Барнет — англійський футболіст
- 12 листопада 1856 — Джо Беверлі — англійський футболіст
- 9 липня 1857 — Норман Бейлі — англійський футболіст

- 23 липня 1857 — Ліндсей Бері — англійський футболіст.
- 30 липня 1858 — Чарльз Бембрідж — англійський футболіст
- 15 березня 1859 — Артур Альфред Браун — англійський футболіст
- 29 квітня 1859 — Раперт Андерсон — англійський футболіст
- 1859 — Біллі Мосфорт — англійський футболіст